# Kids’ Choice Awards (2009)

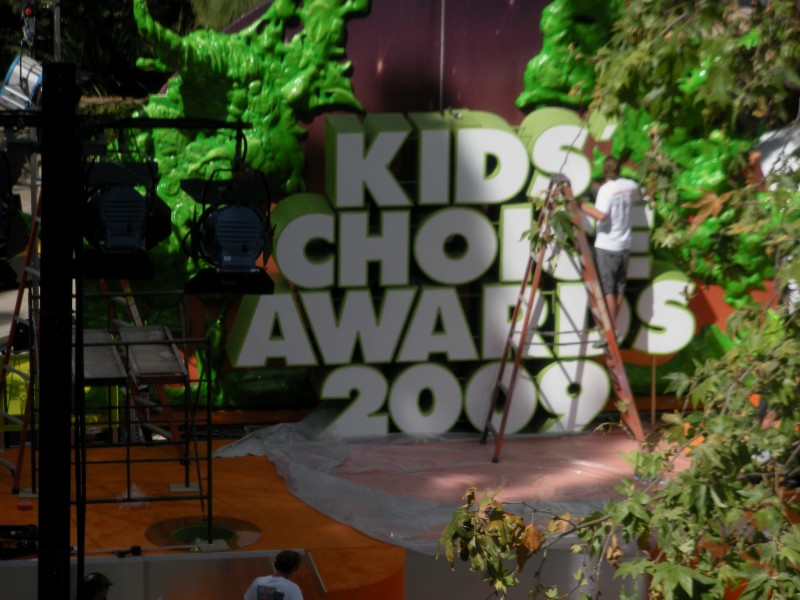
Окончание подготовки сцены к церемонии награждения Kids’ Choice Awards 2009 года

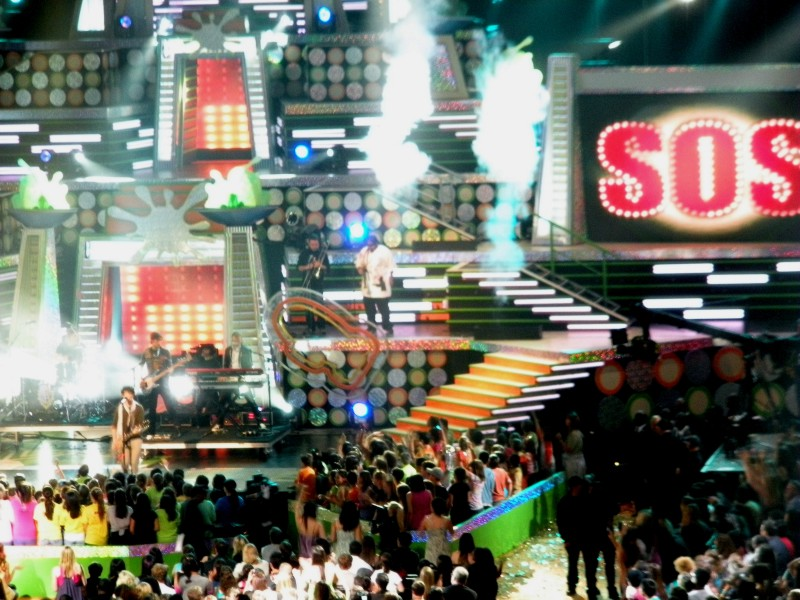
Выступление Jonas Brothers на Kids’ Choice Awards 2009 года

22-я ежегодная премия Nickelodeon Kids’ Choice Awards 2011 (Никелодеон Кидс Чойс Эвордс 2011) премия проводилась 28 марта 2009 года в Университете Южной Калифорнии, Galen Center и Парка университета южной Калифорнии. Ведущим был Кевин Джеймс. Церемония длилась 125 минут, и на сайте Kids' Choice Awards был таймер, который показывал сколько осталось дней, часов, минут и секунд до начала вручения.

## Номинанты и исполнители, и трюки для KCA 2011

### Ведущие
- Дуэйн Джонсон

### Люди, вручавшие награды
| - Америка Феррера - Камерон Диас - Зак Эфрон - Хью Джекман - Джордж Лопес - Куин Латифа - Миранда Косгроув - Эми Полер - Бен Стиллер - Алекс Фулфф | - Нат Фулфф - Джош Пек - Сандра Буллок - Джон Сина - Шайа Лабаф - Меган Фокс - Эмма Робертс - Крис Рок - Кики Палмер |

### Исполнители
- Jonas Brothers — «SOS» , «Burnin' Up»
- The Pussycat Dolls — «Jai Ho», «When I Grow Up»

### Диктор
- Томас Кенни

### Трюки с слизью
- Хью Джекман
- Сандра Буллок
- Уилл Феррелл
- Дуэйн Джонсон
- Jonas Brothers
- Джесси Маккартни

### Зона отрыжки
- Джерри Трейнор
- Мэтт Шивли
- Эшли Аргота
- Виктория Джастис
- Нейтан Кресс
- Дженнет Маккарди

### Специальное появление
- Джастин Тимберлейк
- Джесси Маккартни
- Миранда Косгроув
- Томас Кенни
- Jonas Brothers

### Выступления героевNicktoons
Сначала идет фильм а потом герой который появился в шоу
- Могучая Би! — Бесси Хиггенботтом
- Губка Боб Квадратные Штаны — Губка Боб и Патрик
- Волшебные родители — Тимми и Пуф
- Рога и копыта: Возвращение — Отис,Пип и Свин
- Пингвины из Мадагаскара — Пингвины

## Номинации

### Телевидение
| - Ханна Монтана - АйКарли (Победитель) - Всё тип-топ, или Жизнь Зака и Коди - Зои 101 - Джейсон Ли из Меня зовут Эрл - Нат Фулфф из Голые братья - Коул Спроус из Всё тип-топ, или Жизнь на борту - Дилан Спроус из Всё тип-топ, или Жизнь на борту (Победитель) - Миранда Косгроув из АйКарли - '''Селена Гомес из Волшебники из Вэйверли Плэйс'' (Победитель) - Америка Феррера из Дурнушка - Майли Сайрус из Ханна Монтана | - American Idol (Победитель) - Топ-модель по-американски - Are You Smarter Than a 5th Grader? - Deal or No Deal - Волшебные родители - Финес и Ферб - Симпсоны - Губка Боб Квадратные Штаны (Победитель) |

### Фильм
| - Классный мюзикл: Выпускной (Победитель) - Железный человек - Сказки на ночь - Тёмный рыцарь - Джим Керри из Всегда говори «Да» - Уилл Смит из Хэнкок (Победитель) - Адам Сэндлер из Крошка из Беверли-Хиллз - Тайлер Перри из Сказки на ночь - Дженнифер Энистон из Марли и я - Ванесса Хадженс из Классный мюзикл: Выпускной (Победитель) - Риз Уизерспун из Четыре Рождества - Энн Хэтэуэй из Напряги извилины | - Вольт - ВАЛЛ-И - Мадагаскар 2 (Победитель) - Кунг-фу панда - Джек Блэк озвучивает героя из фильма Кунг-фу панда (Победитель) - Майли Сайрус озвучивает героя из фильма Вольт - Бен Стиллер озвучивает героя из фильма Мадагаскар 2 - Джим Керри озвучивает героя из фильма Хортон |

### Музыка
| - Джесси Маккартни (Победитель) - T-Pain - Крис Браун - Kid Rock - Майли Сайрус (Победитель) - Бейонсе - Rihanna - Алиша Киз | - The Pussycat Dolls - Daughtry - Linkin Park - Jonas Brothers (Победитель) - «I Kissed a Girl» исполняет Katy Perry - «Don’t Stop the Music» исполняет Rihanna - «Single Ladies (Put a Ring on It)» исполняет Бейонсе (Победитель) |

### Спорт
| - Майкл Фелпс - Леброн Джеймс - Пейтон Мэннинг (Победитель) - Тайгер Вудс | - Кэндис Паркер (Победитель) - Даника Патрик - Серена Уильямс - Винус Уильямс |

### Другие номинации
| - Бесси Хиггенботтом из Могучая Би! - Рико из Пингвины из Мадагаскара (Победитель) - Отис,Пип и Свин из Рога и копыта: Возвращение - Губка Боб из Губка Боб Квадратные Штаны - Патрик из Губка Боб Квадратные Штаны - Тимми и Пуф из Волшебные родители - Дневник слабака - Сумерки (Победитель) - Дневник слабака: Самостоятельная книга - Гарри Поттер | - Guitar Hero World Tour (Победитель) - Mario Kart Wii - Rock Band 2 - Mario Super Sluggers |

### Специальные номинации

#### Большая помощь
- Леонардо Ди Каприо